# Gesnes-en-Argonne
Gesnes-en-Argonne település Franciaországban, Meuse megyében. Lakosainak száma 52 fő (2022. január 1.). Gesnes-en-Argonne Exermont, Cierges-sous-Montfaucon és Romagne-sous-Montfaucon községekkel határos.

## Népesség
A település népességének változása:
| Lakosok száma | 58   | 51   | 49   | 48   | 56   | 61   | 59   | 60   | 55   | 52   |
|               | 1968 | 1990 | 2006 | 2011 | 2015 | 2016 | 2018 | 2019 | 2021 | 2022 |